# 菲岛狼牙蟹
菲岛狼牙蟹（学名：Lupocyclus philippinensis）为梭子蟹科狼牙蟹属的动物。分布于日本、菲律宾、澳大利亚、印度以及中国大陆的广西、海南岛等地，生活环境为海水，常生活于属于水深35-100米的沙以及泥或具贝壳的海底。